# Birth Day
Birth Day is een Vlaamse documentaire- en realityreeks uit 2013 waarin Lieve Blancquaert overal ter wereld de geboorte van baby's, hun familie en de maatschappij waarin ze leven volgt. In elke aflevering trok Blancquaert naar een ander land of regio met een verschillende cultuur en gewoontes. 
In de laatste aflevering trok Blancquaert naar het Gésu-klooster in Brussel, een kraakpand waar een honderdtal mensen verbleven. Het pand werd twee weken voor de start van de uitzendingen ontruimd.
Naast de televisiereeks is er ook een gelijknamig boek en tentoonstelling in Brussel met een selectie uit de meer dan 50 000 foto's die de reis heeft opgeleverd. Het programma werd geproduceerd door Sultan Sushi.
|   | Plaats         | Land/Regio       | Uitzenddatum     |
| - | -------------- | ---------------- | ---------------- |
| 1 | Shanghai       | China            | 11 november 2013 |
| 2 | Koeweit        | Koeweit          | 18 november 2013 |
| 3 | Sisimiut       | Groenland        | 25 november 2013 |
| 4 | Rio de Janeiro | Brazilië         | 2 december 2013  |
| 5 | Tiberias       | Israël           | 9 december 2013  |
| 6 | Nairobi        | Kenia            | 16 december 2013 |
| 7 | Atlanta        | Verenigde Staten | 23 december 2013 |
| 8 | Ganges Delta   | India            | 30 december 2013 |
| 9 | Brussel        | België           | 6 januari 2014   |